# Mount Robertson, Östantarktis
Mount Robertson är ett berg i Antarktis. Det ligger i Östantarktis. Nya Zeeland gör anspråk på området. Toppen på Mount Robertson är 1 600 meter över havet, eller 205 meter över den omgivande terrängen. Bredden vid basen är 2,7 km.
Terrängen runt Mount Robertson är varierad. Havet är nära Mount Robertson österut. Trakten är obefolkad. Det finns inga samhällen i närheten.